# 巴布加尔
巴布加尔（Babugarh），是印度北方邦Ghaziabad县的一个城镇。总人口5938（2001年）。

## 人口
该地2001年总人口5938人，其中男性3157人，女性2781人；0—6岁人口916人，其中男503人，女413人；识字率64.31%，其中男性为74.15%，女性为53.15%。